# Пекка Галонен
Пекка Галонен (фін. Pekka Halonen; 23 вересня 1865, Лапінлагті, Куопіоська губернія — 1 грудня 1933) — фінський художник, професор. Найбільш відомий своїми зимовими пейзажами, портретами і жанровими сценками.

## Життєпис

### Дитинство і юність
Пекка Галонен народився в громаді Лапінлагті, в Східній Фінляндії, недалеко від Куопіо, в небагатій родині. Його батько Оллі Галонен був хліборобом і ремісником, за сумісництвом виконував декоративні роботи в церквах і оформлював надгробки на цвинтарях. Мати Вільгельміїна в молодості грала на скрипці та кантеле. Грі на останньому інструменті Пекка навчився саме у матері. Прізвище Галонен стало досить відомим також завдяки двоюрідним братам художника, відомим скульпторам Емілю й Артту Галоненам.
У 1885 Галонен вступив до педагогічного інституту — «семінарії Ювяскюля». Невдоволений суворими правилами інституту, він перервав навчання і вирушив до Гельсінкі, де мешкав його знайомий — архітектор Йозеф Стенбек.
Галонен твердо вирішив стати художником, і вся осінь пішла на підготовку до вступу в художню школу. Час від часу він підробляв на будівництві й виконував роботу декоратора. У 1886 він вступив на весняний семестр до школи малювання Фінського мистецького товариства, яке з 1888 розташовувалося в новозбудованому будинку музею «Атенеум». Галонен став одним з перших студентів «Атенеум». У той час навчання в художній школі велося шведською мовою. Хоч улітку Галонен підробляв, його доходів не вистачало на повноцінне навчання, у зв'язку з чим він був змушений зробити запит на свідоцтво про бідність у своєму рідному місті, щоб продовжити курс. Галонен закінчив школу малювання в 1890 з відмінними оцінками і стипендією в розмірі 200 марок. Літо 1890 Галонен провів удома, де написав картину «Сосновий мис» (фін. Honkaniemi). Також він брав приватні уроки французької мови.

### Навчання в Парижі
Восени 1890 Галонен вирушив на навчання до Парижу, в Академію Жуліана.
На літо 1891 Галонен приїхав до Фінляндії, де і написав свою першу відому роботу «Косарі» (Niittomiehet). Восени картина була виставлена на першій персональній виставці Галонена. На картині зображений брат художника Антті. Взимку Галонен продовжив навчання в Парижі й навесні 1892 повернувся до Фінляндії, де й познайомився зі своєю майбутньою дружиною Майєю Мякінен (нар. 1.1.1873). Батькам нареченої Галонен не сподобався, і, розчарований тим, що не справив на них належного враження, він відправляється до Рускеали під Сортавалу. Там він пише такі картини, як «Оійюстіє» (Oijustie) і «Кантеліст» (Kanteleensoittaja). У цьому ж 1892 він стає членом Фінського мистецького товариства. Навесні 1893 у Лапінлагті Галонен пише картину «Біля вогнища» (Tukkinuotiolla), на якій зобразив свого батька. Цього року Галонен отримав від держави грошову допомогу в розмірі 3000 марок, які на той час були дуже великою сумою, і вирушив зі своїм другом художником Вяйно Бломстедом до Парижу продовжувати навчання, на цей раз в Академії Колароссі. Навчання в Академії Колароссі тривало недовго, бо Галонен і Бломстед перевелися в учні до французького художника Поля Гогена, який щойно приїхав з Таїті. Будучи учнем Гогена, Галонен дізнався про символізм і синтетизм, знайомство з якими, однак, не привели його до відмови від реалістичної манери. В цей же час Галонен захопився японським мистецтвом і навіть придбав для себе кілька гравюр на дереві. Також зацікавився теософією і почав роздумувати про перші запрестольні образи.

### Повернення до Фінляндії
У липні Галонен повернувся до Фінляндії і наступного 1895 року одружився з Майєю Мякінен. У сім'ї народилося вісім дітей: Юр'є, Анні, Ерккі, Антті, Марія, Еліна, Сакарі і Кайя. Подружжя прожило в рідній громаді Галонена в містечку Аккалансаарі всього кілька тижнів, так як відносини художника з жителями громади сильно змінилися після відтвореного ним начерку запрестольного образу для місцевої церкви. Жителі громади не вважали Галонена справжнім художником, а виплачена державою грошова допомога викликала у багатьох заздрість і обурення. Все це призвело до того, що Галонен вирішив виїхати з рідної громади. Перебуваючи влітку в громаді Палтамо, подружня пара знайомиться з письменником і поетом Ейно Лейно. У Палтамо Галонен пише картину «Дівиці біля річки» (Neiet niemien nenissä). Полотно ілюструє уривок з сорокової руни фінського епосу «Калевала». За словами самого Галонена, на створення цього полотна його надихнув хоровий твір Яна Сібеліуса «Подорож Вяйнямейнена по річці» (Väinämöisen venematka). Картина також виставлялася в 1900 на всесвітній виставці в Парижі.

### Туусула

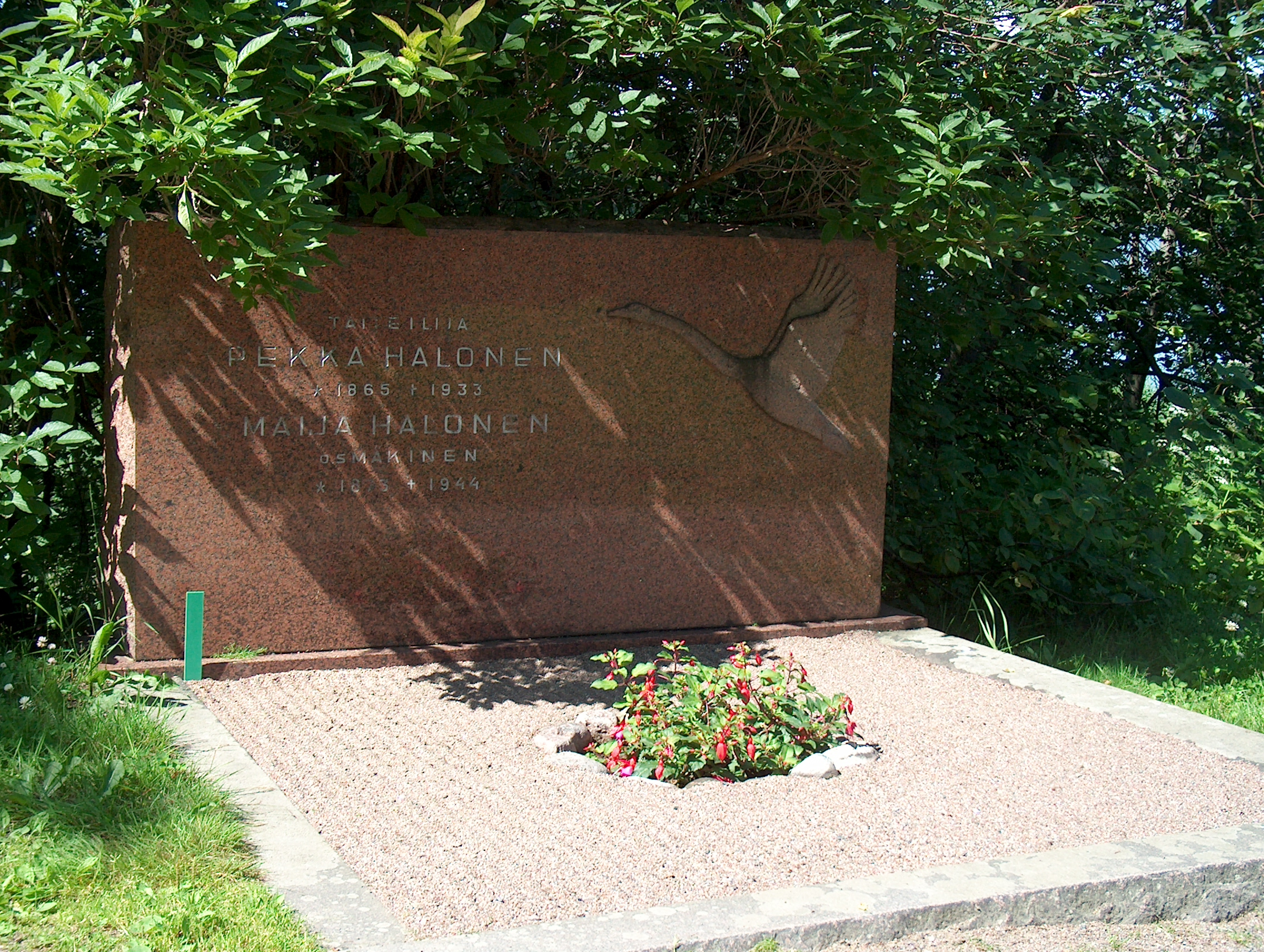
Могила Галонена в Туусулі

Подружня пара переїжджає до Туусули, де Галонен у травні 1899 викуповує земельну ділянку для спорудження будинку та студії. Там же Галонен створює картини «Вечірня зоря взимку» (Talvinen iltarusko), «Віз сіна» (Heinäkuormia), «Молоді сосенки під снігом» (Lumisia männyntaimia). У 1899 році закінчує запрестольний образ «Розіп'ятий на хресті» (Ristiinnaulittu) в церкві міста Міккелі.
У 1902 в Туусулі були споруджені будинок і студія, а Галонен став одним із членів Товариства художників Туусулан'ярві. У 1925 Галонен закінчує роботу над картиною «Лісосплав» (Tukinuitto), яка була замовлена Державною радою Фінляндії для Палацу Ліги Націй у Женеві. В цьому ж році Галонену присвоюється звання професора. Пекка Галонен помер 1 грудня 1933 у своєму будинку в Туусулі.

## Творчість
В основному Галонен працював у пейзажному жанрі та в жанровому живописі. На початку 1900-х років Галонен почав вдаватися до колористичних експериментів і шукати нові способи зображення. У 1915–1916 загальний колорит його робіт втратив колишню яскравість, а сам художник повернувся до традиційних пейзажів. Галонен, на відміну від багатьох інших художників-пейзажистів, працював швидко, часто навіть без начерків, і надавав полотну закінченого вигляду вже на пленері, зводячи до мінімуму роль роботи в студії. Метою художника було не скрупульозне відтворення картини, що піддавалася спостереженню, а створення гармонійної і зваженої композиції. У роботах Галонена знаходять відображення мотиви і сюжети як традиційного фінського, так і світового живопису. Він виявляв особливий інтерес до робіт Жана-Франсуа Мілле, майстра зображення селянського життя і природи, а також до творів Жуля Бастьєна-Лепажа. Витягнута форма і вертикальна орієнтація картин, а також асиметрична побудова й орнаментальність, говорять про вплив японізму.

### Галерея

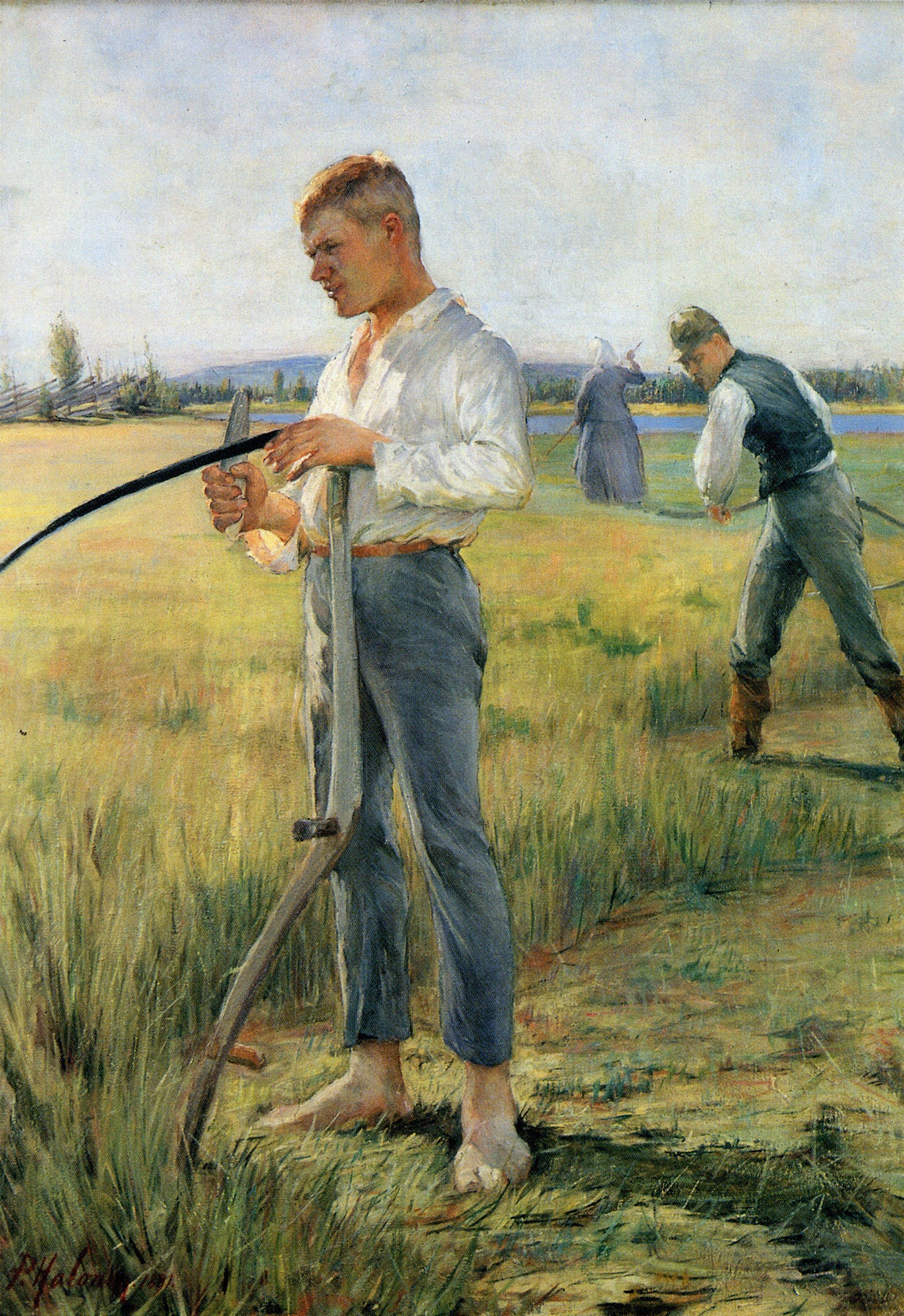
Косарі (Niittomiehet), 1891
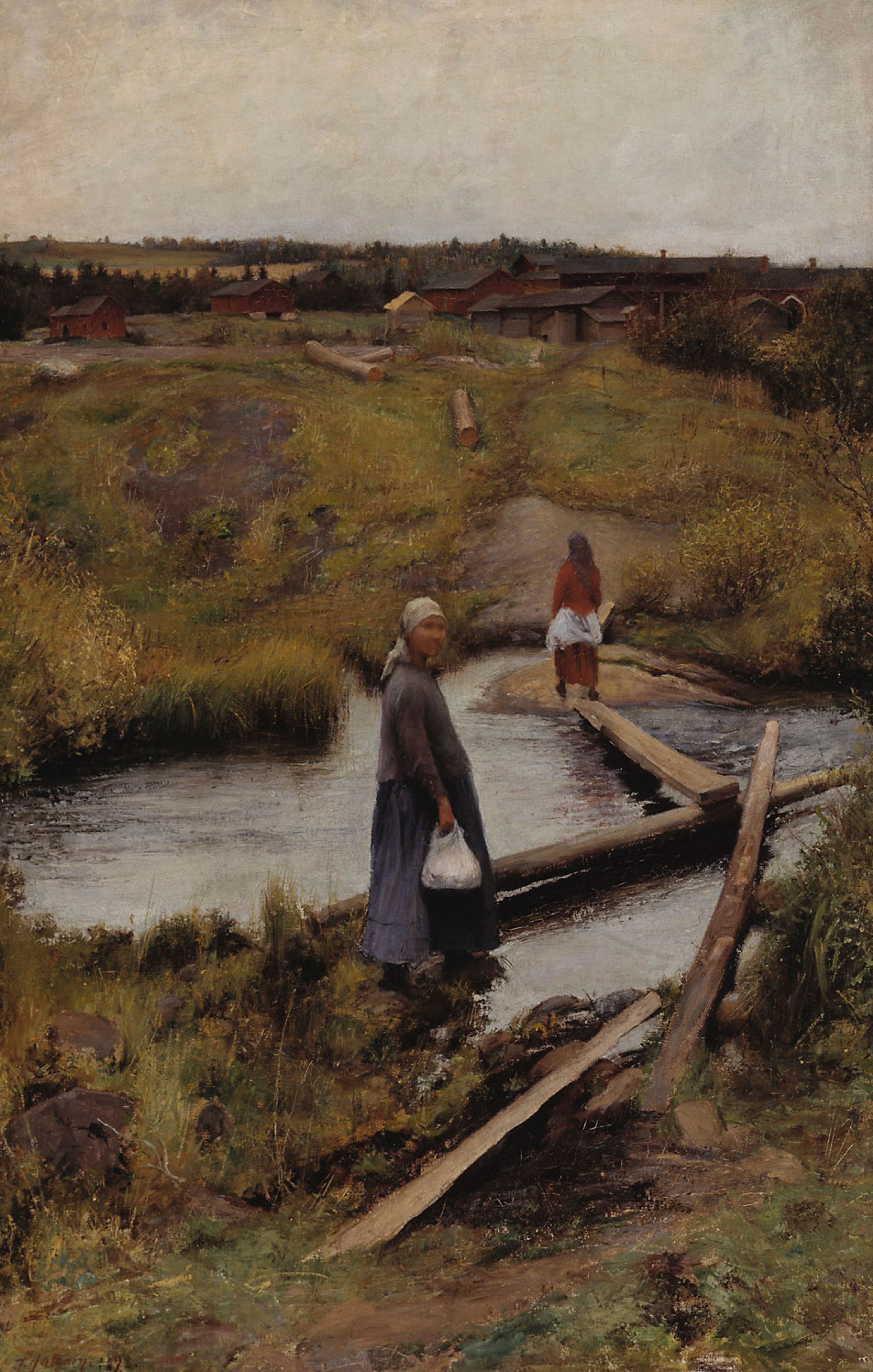
Оійюстіе (Oijustie), 1892, Атенеум
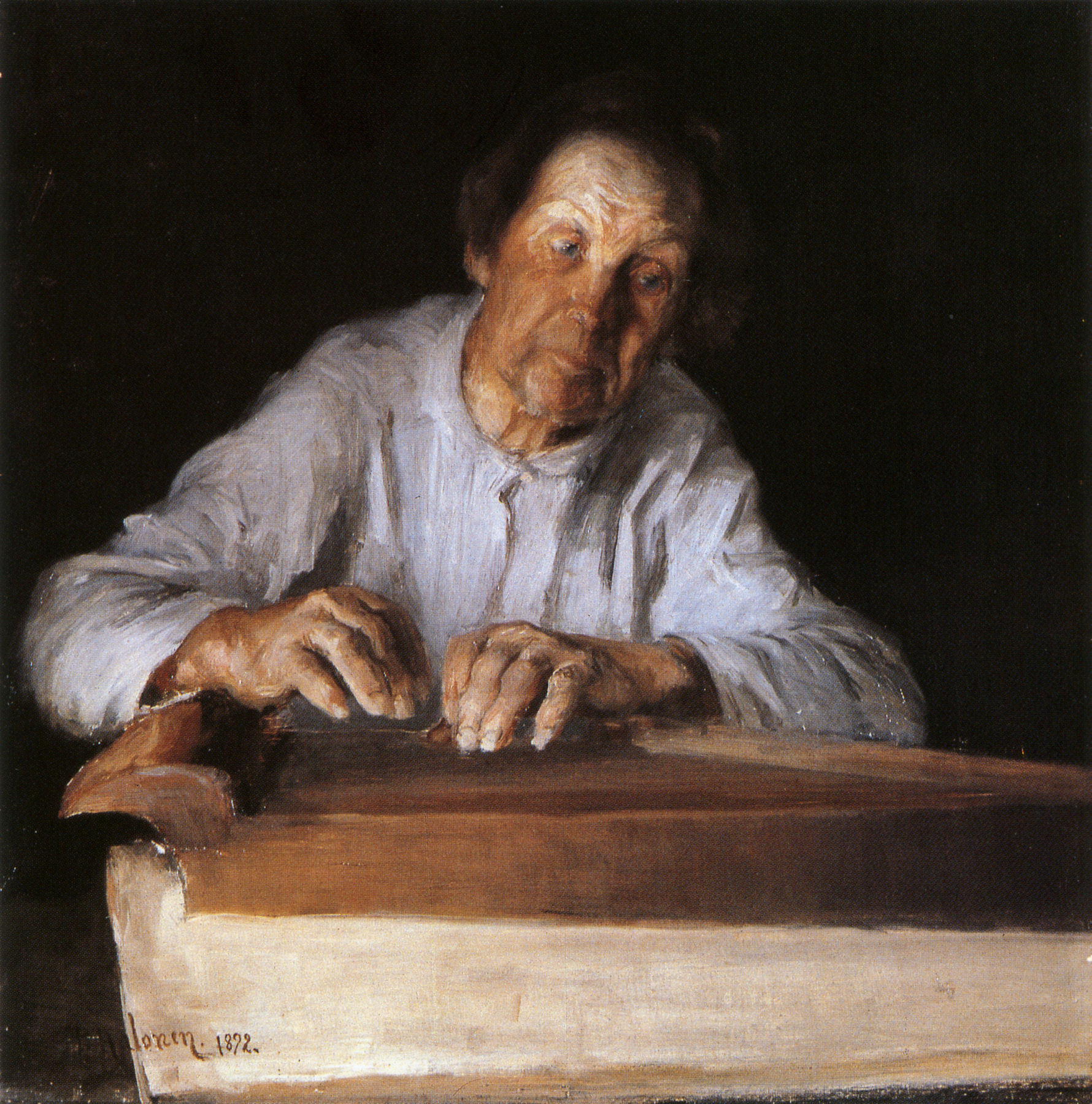
Кантеліст (Kanteleensoittaja), 1892, Атенеум
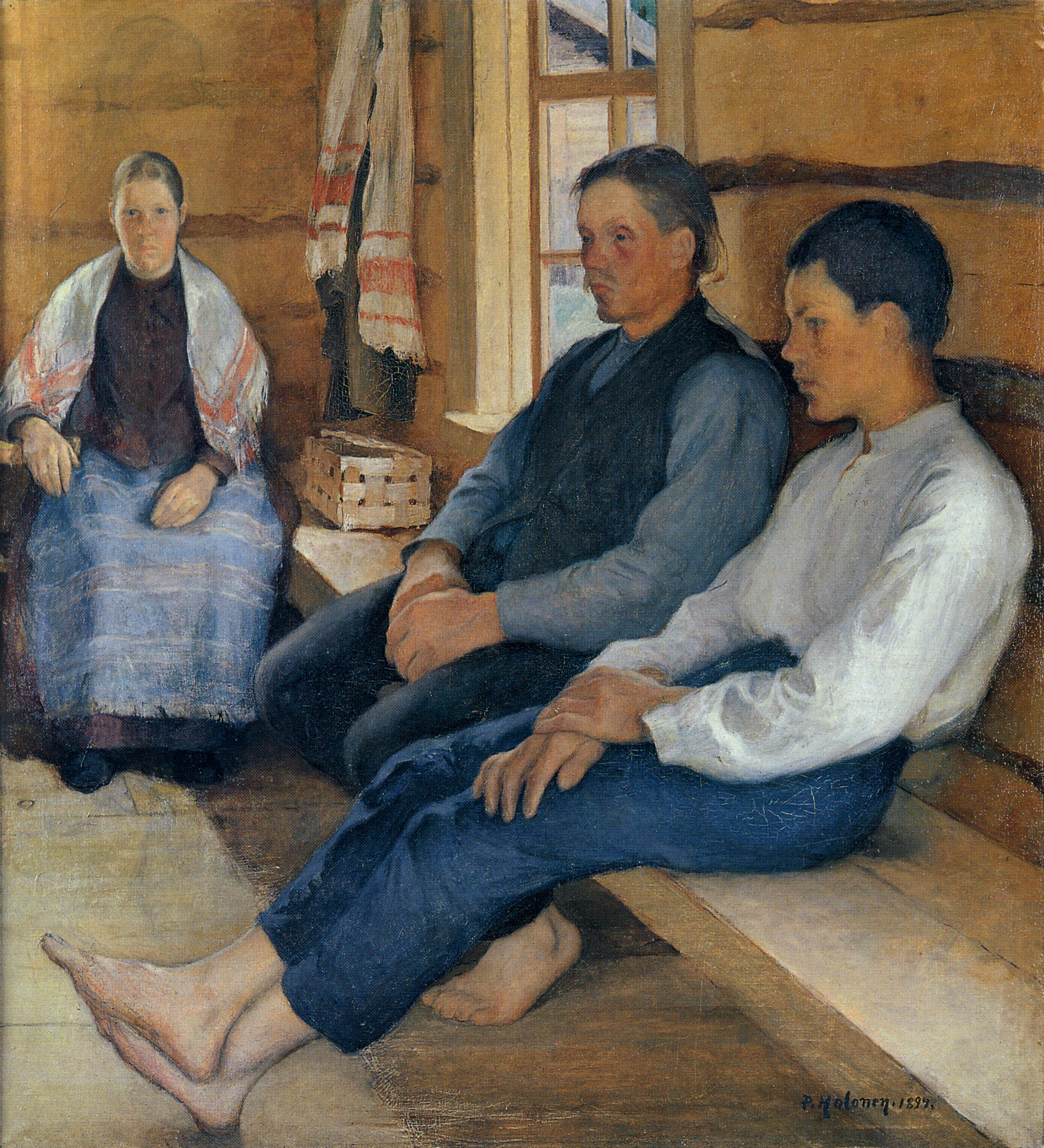
Свято в новому будинку (Pyhäpäivä Uudistalossa), 1894, Туусульське народне училище
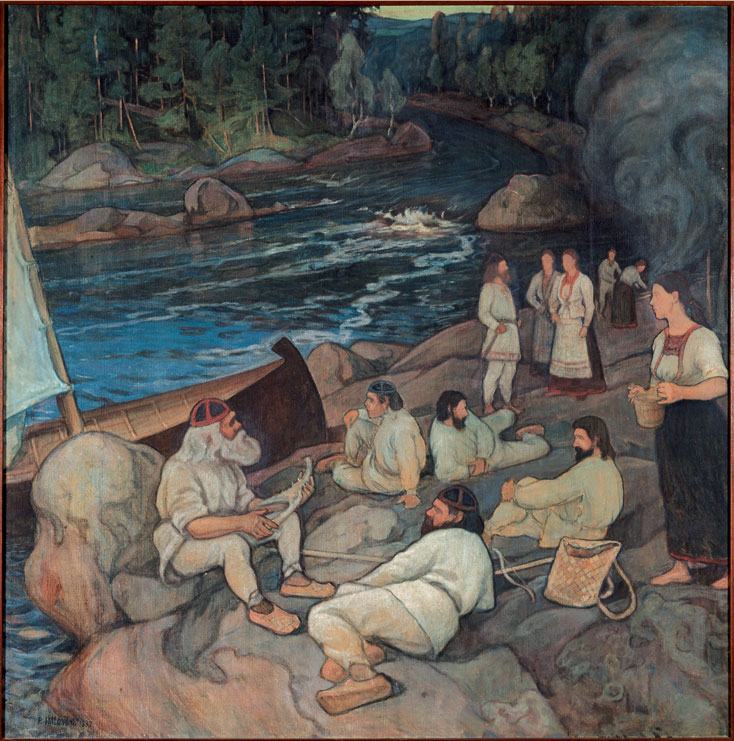
Гра Вяйнямейнен (Väinämöisen soitto), 1897
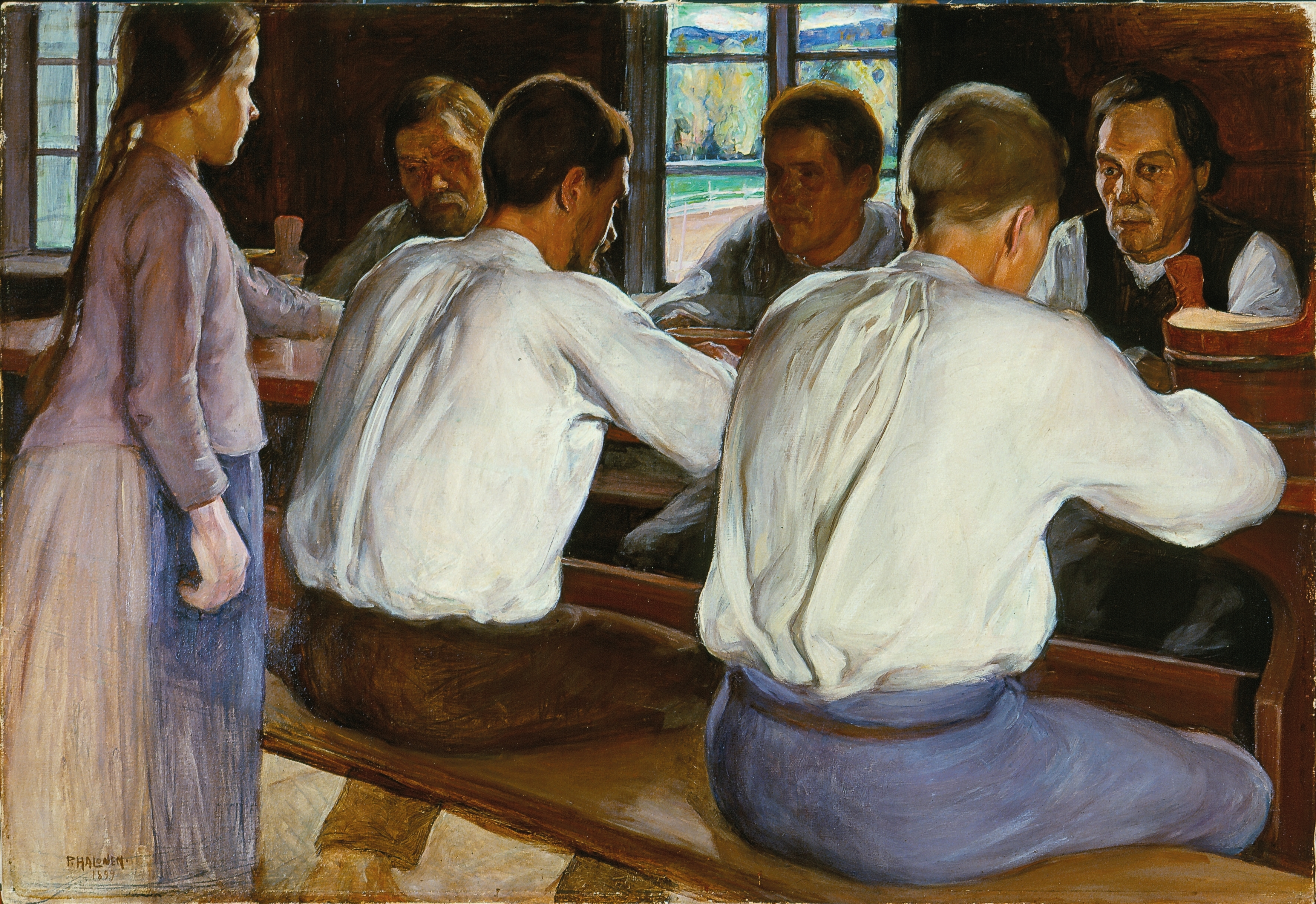
За трапезою (Ateria), 1899, Художній музей Дідріхсена
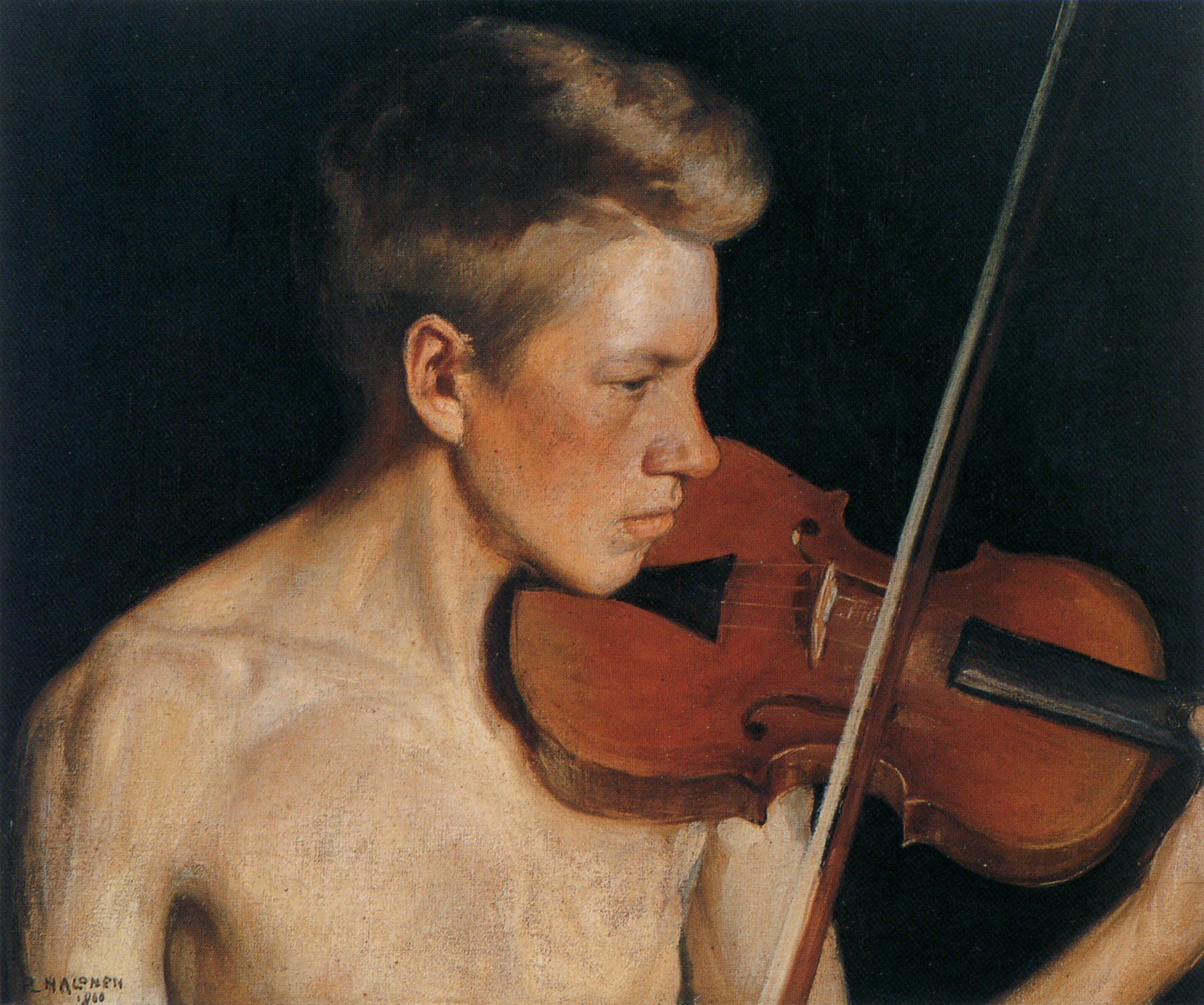
Скрипаль (Viulunsoittaja), 1900, Атенеум
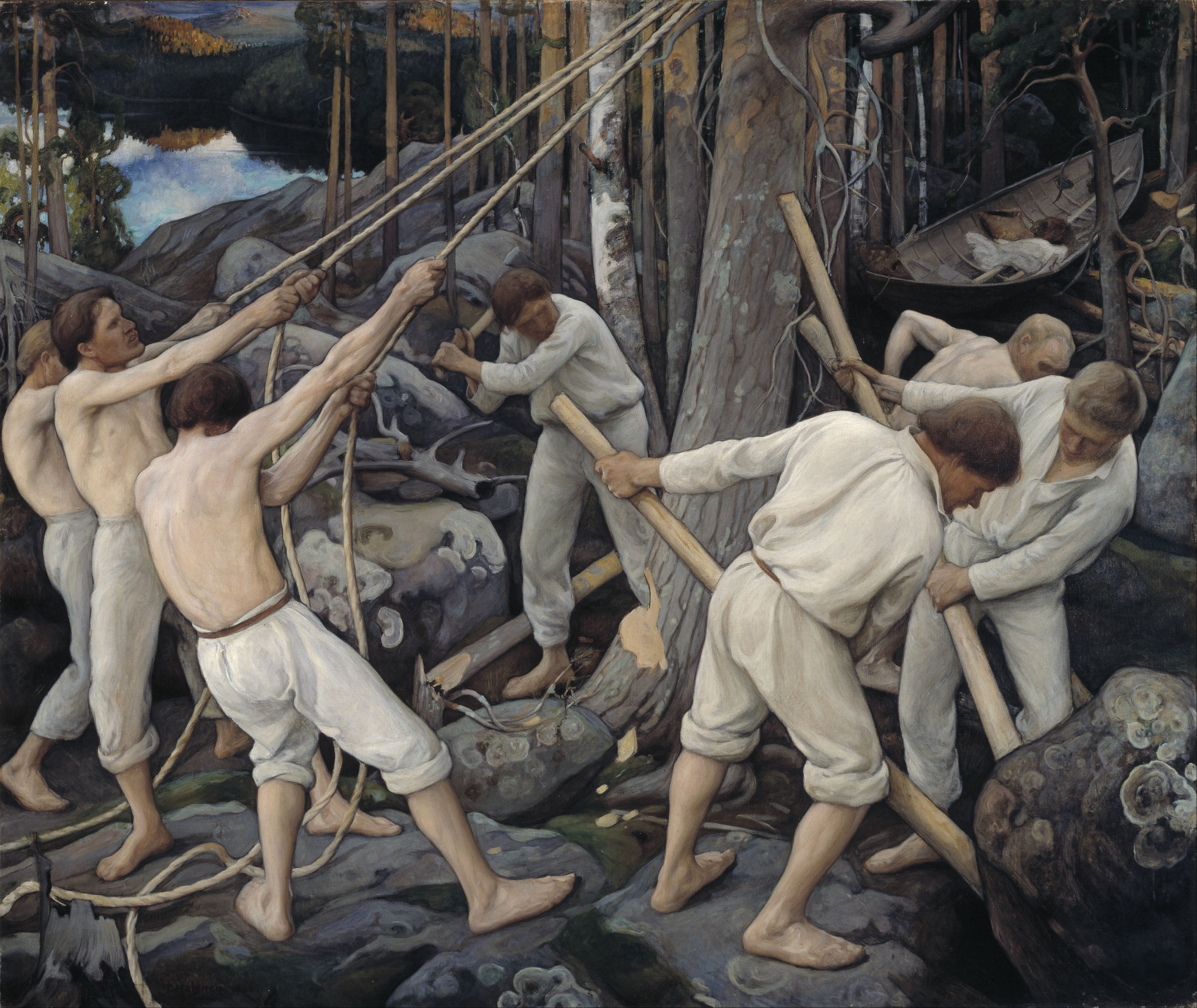
Прокладання дороги в Карелії (Tienraivaajia Karjalassa), 1900, Атенеум
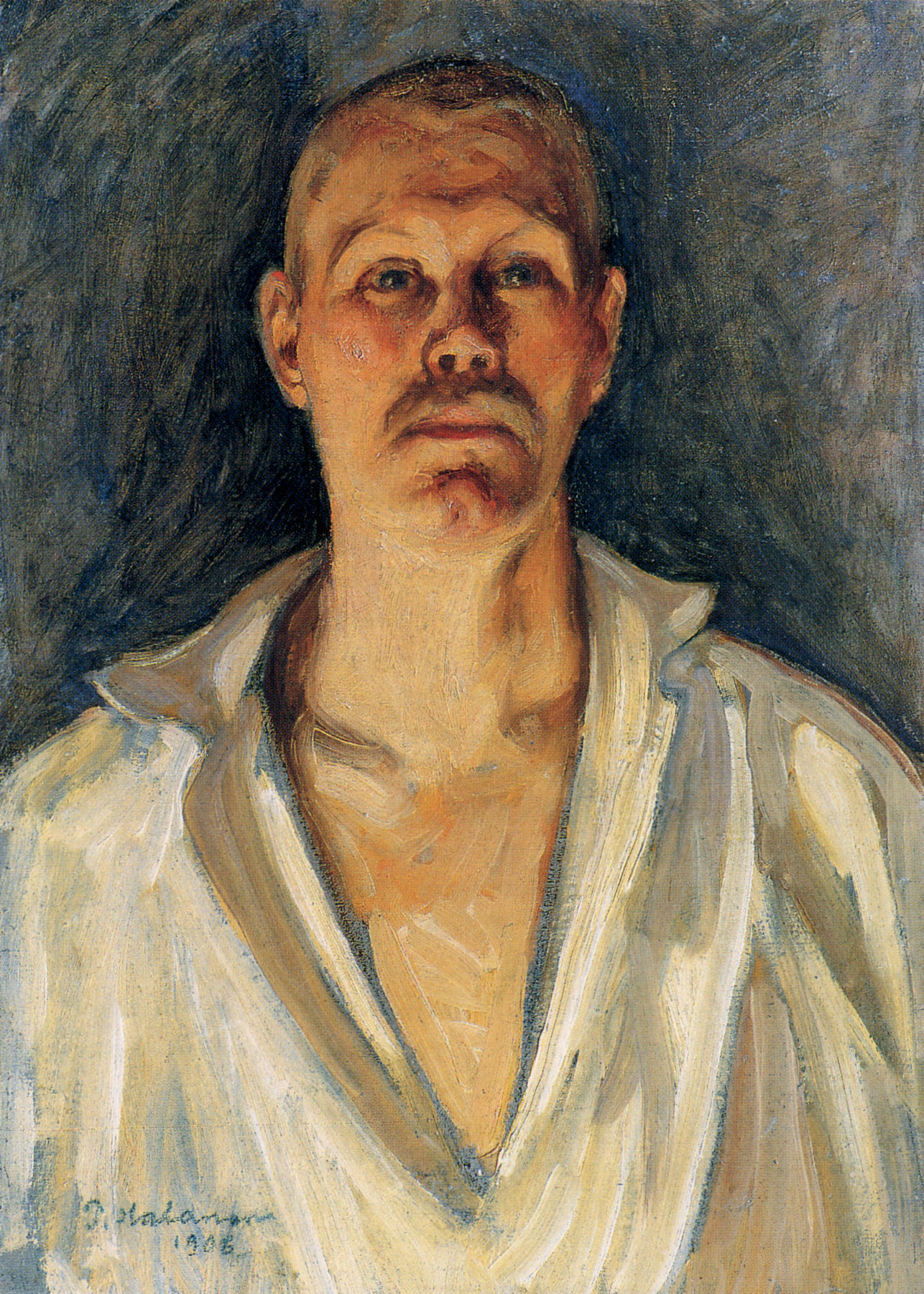
Автопортрет, 1906, Атенеум
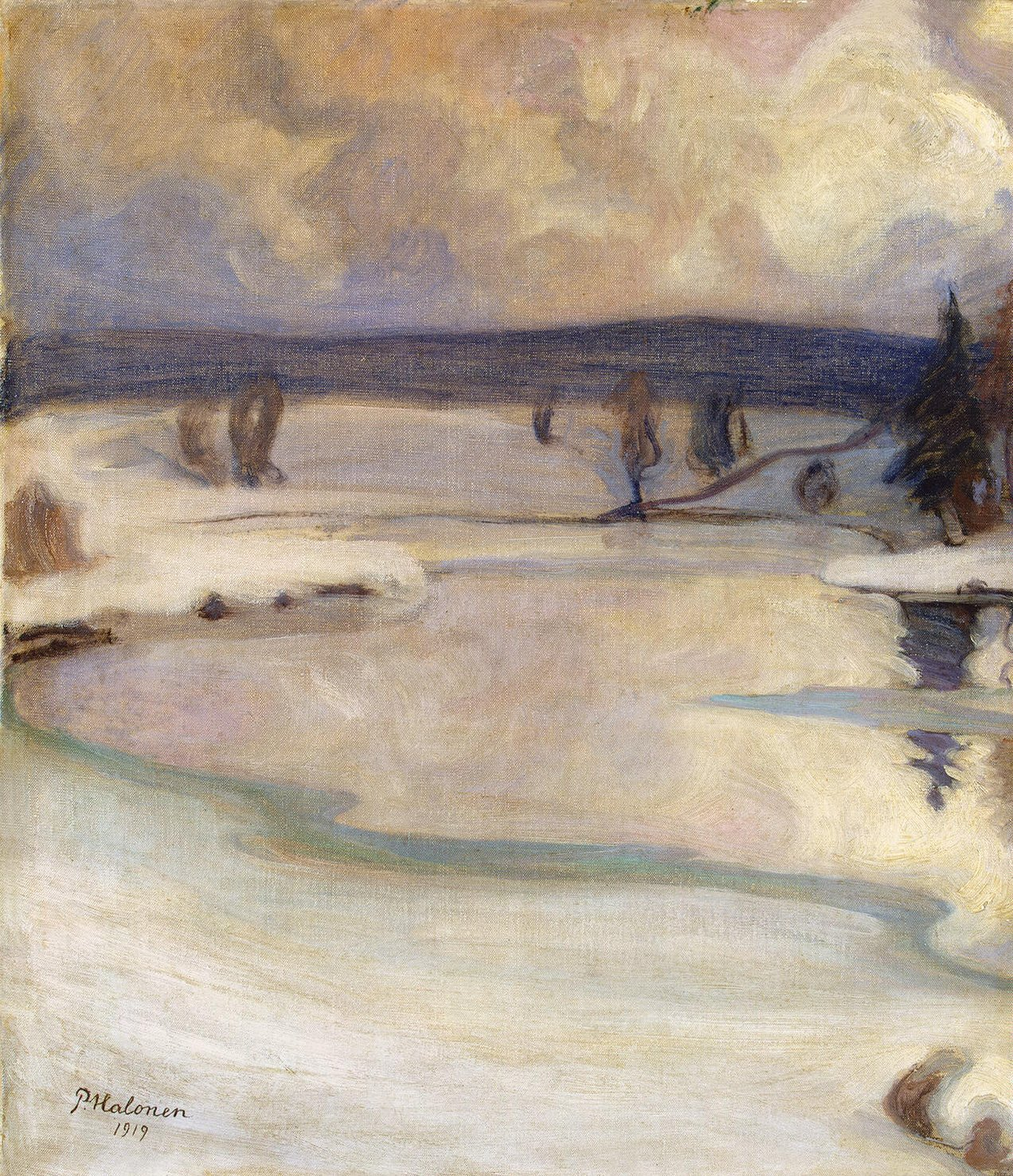
Зимовий пейзаж, 1919, Ермітаж
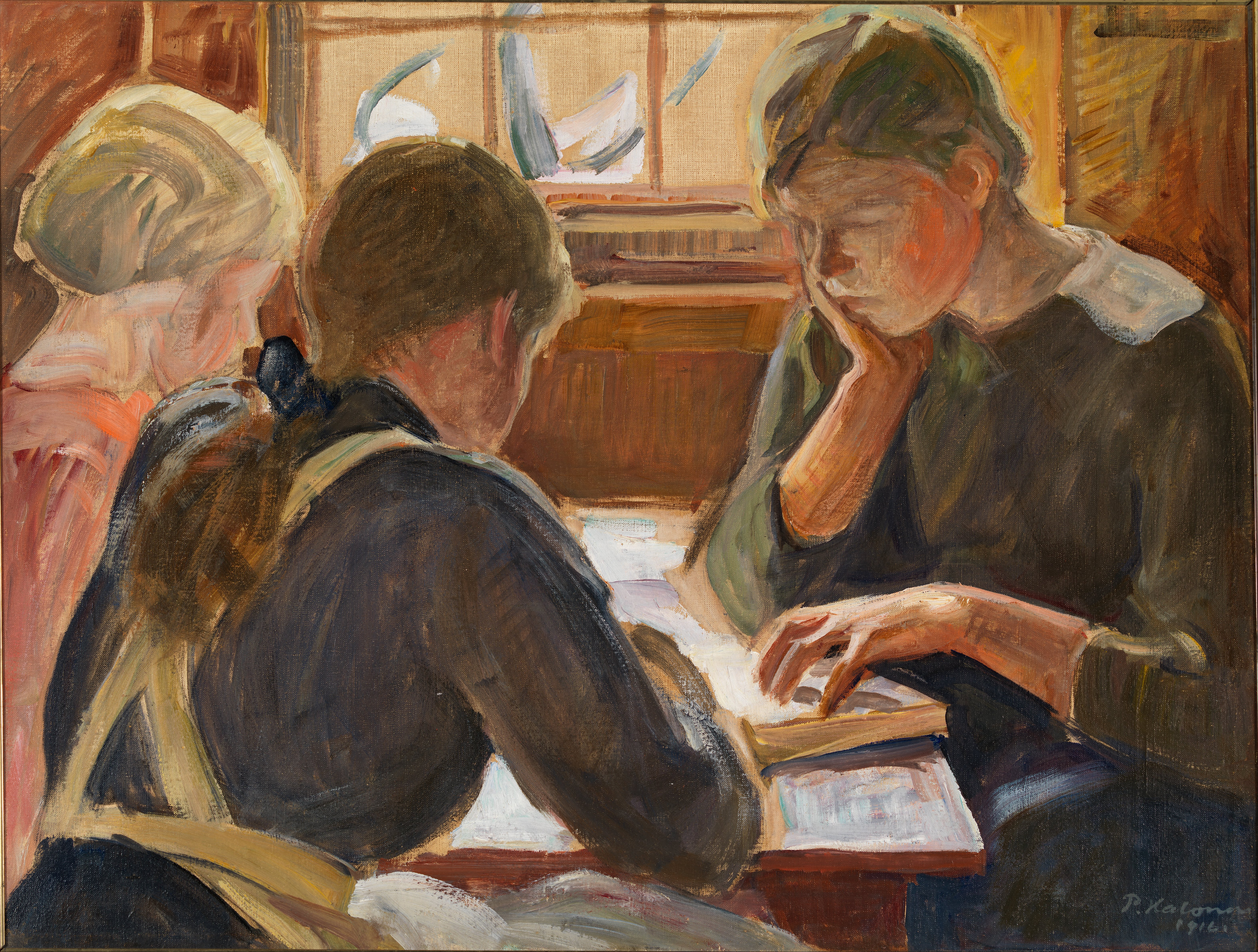
Діти за читанням, 1916
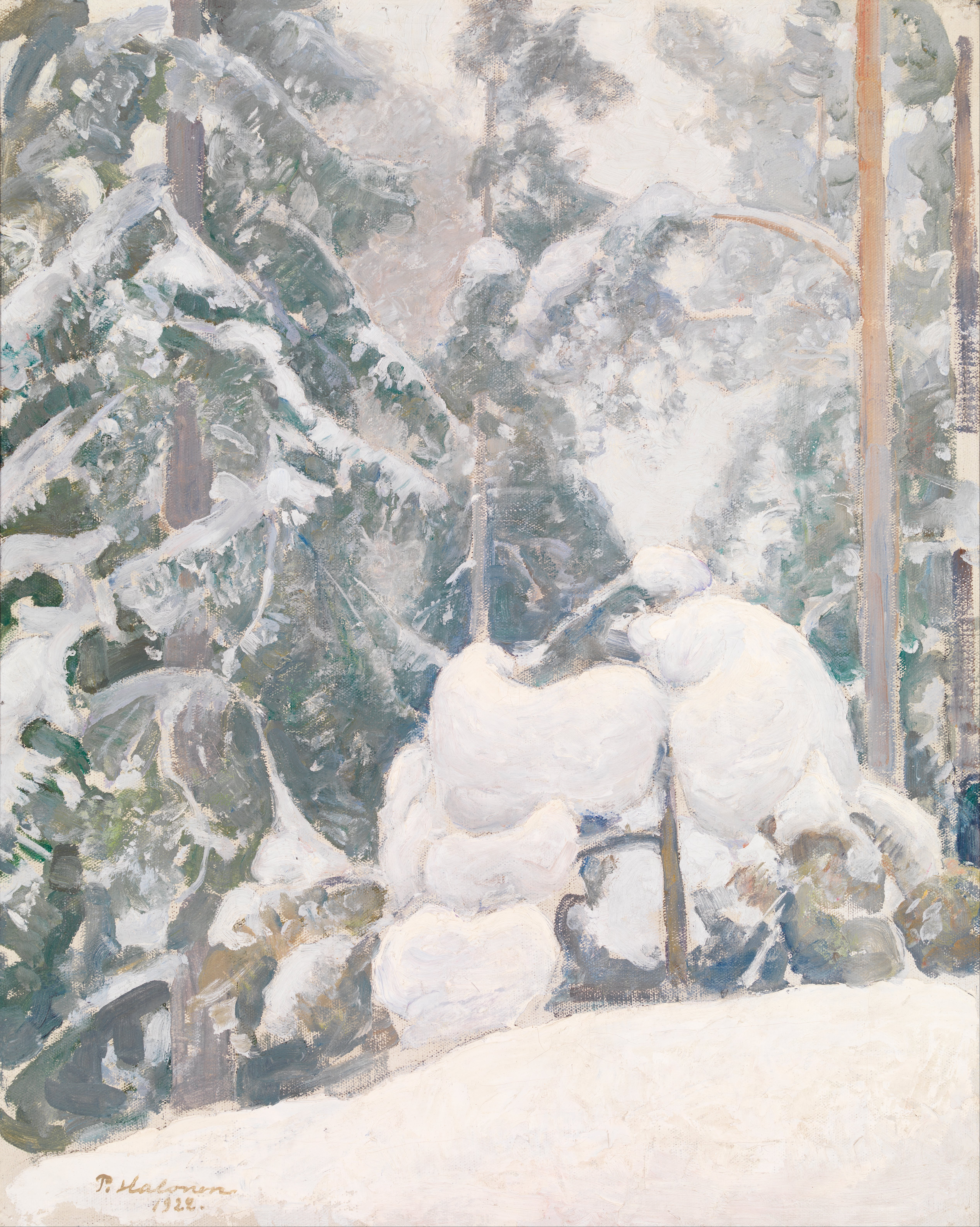
Зимовий пейзаж, 1922
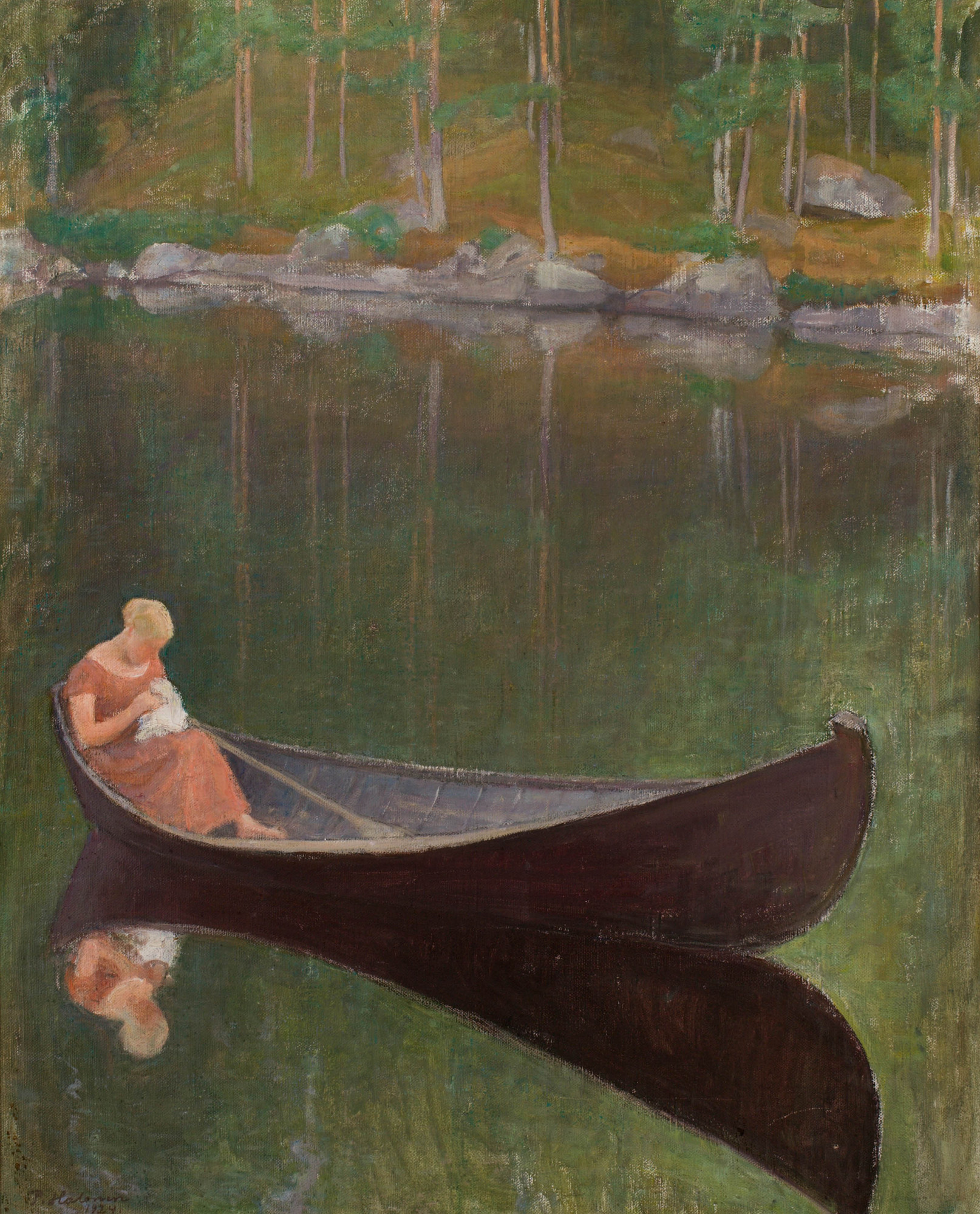
Жінка в човні (Nainen veneessä), 1922, Атенеум
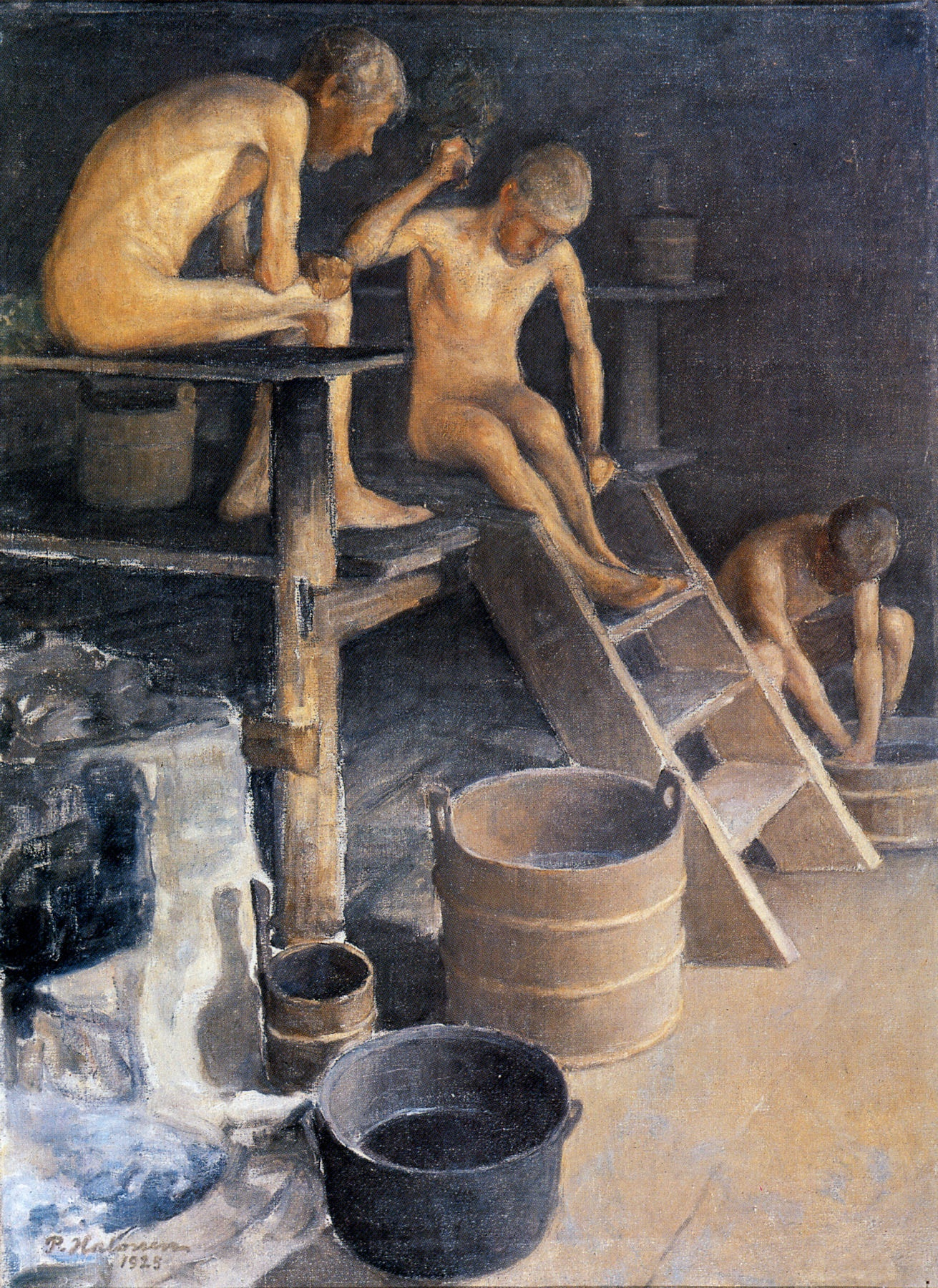
У сауні (Saunassa), 1925

### Інші відомі роботи
- Горобина, 1894 (Pihlaja)
- Після уроку музики, 1894 (Soittotunnin jälkeen)
- Подвійний портрет, 1895 (Kaksoismuotokuva)
- Зимовий день, 1895 (Talvipäivä)
- Дівиці біля річки, 1895 (Neiet niemien nenissä)
- Спокійний вечір, 1896 (Iltatunnelma)
- Проти ворога, 1896 (Vainolaisia vastaan)
- Пустка, 1899 (Erämaa)
- Вечірня зоря взимку, 1899 (Talvinen iltarusko)
- У ополонці, 1900 (Avannolla)
- Скрипаль, 1901 (Viulunsoittaja)
- Томати, 1913 (Tomaatteja)